# 下田市立図書館
下田市立図書館（しもだしりつとしょかん）は、静岡県下田市にある公立図書館である。

## 沿革
- 1923年（大正12年） - 旧下田町立図書館創立。
- 1925年（大正14年） - 旧下田町立図書館開始。
- 1950年（昭和25年） - 下田小学校から独立し、下田町立図書館となる。
- 1951年（昭和26年） - 自治警察署跡が中央公民館に転用され、図書館が併設となる。下田町旧岡方村字平滑148番地へ移転。
- 1975年（昭和50年） - 旧下田町立図書館解体、新築工事開始。
- 1976年（昭和51年） - 現在の図書館完成。

## 概要
1975年（昭和50年）に、下田市は旧下田町立図書館を解体し、図書館を新築工事を開始した。工事期間中の図書館業務は、公民館（現在の消防署）を利用していた。1976年（昭和51年）、現在の図書館が完成する。2011年（平成23年）より、図書館システムインターネット予約ができるようになっている。

### 施設の内容
- 1階：一般開架・児童開架・閲覧新聞雑誌コーナー・受付カウンター
- 2階：視聴覚室・映写室・資料室（書庫）・第1書庫・第2書庫・第3書庫・事務室
- 3階：第4書庫

## 新下田市立図書館基本構想
現在の下田市立図書館は、建築後長い期間が経過し、老朽化・耐久性・蔵書スペース不足などの課題とともに、視聴覚資料の貸出設備、バリアフリーな設計、駐車場の増加と言った、地域と連携したサービスの提供・ニーズの拡大に対応できていない。そのため、2011年に、下田市教育委員会は、新市庁舎との複合施設として図書館の基本的な構想の検討した。翌年の2012年5月には、図書館を合築した新庁舎の説明が、市議会全員協議会で行われた。さらに、翌月25日には新庁舎等建設基本構想・基本計画審議会がこの構想を妥当とする答申書を市長に提出していた。
しかし、用地選定の途中で、静岡県の下田総合庁舎でも高台移転の検討が始まったため、経費削減の観点から、図書館（と併設予定だった保健センター）は、津波時に1階・2階の浸水が想定される現在の下田総合庁舎に移転させる方針に切り替えた。

### 施設設備に関する基本的な考え
施設設備の考え方のアウトラインは下記のように整理している。
- 立地
  - 施設の立地
- 利用者の利便性
  - 安心・安全
  - 利用者が使いやすい
  - 市民誰もが利用できる
- 図書館機能
  - 図書サービスの拠点となる
  - 市民の暮らしに役立つ
  - 将来的に活用される

### 規模について
今後の人口減少を考え、約20,000人を前提として、1,574平方メートルの規模を基準とした。一般開架（キッズスペース、AVコーナー、障害者コーナー、PCコーナー、レファレンスコーナー、学習室、多目的室等、郷土資料コーナー、行政資料コーナー）の拡充を検討し、閉架書庫（図書全般、郷土資料・行政資料等）の充実、バックヤードの充実も検討されている。

## 利用案内
- 月曜日、国民の祝日（月曜日と重なる時はその翌日）
  - 年末年始（12月28日〜1月3日）
  - 館内整理日（毎月第4木曜日）
  - 特別整理期間（例年5月、１週間）
- 開館時間[1]
  - 火〜土曜日　9時00分-17時00分
  - 日曜日　9時00分-16時00分
- 貸出可能者[1]
  - 下田市在住者
  - 下田市在勤・在学者
  - 相互利用協定を結んでいる下記の市町で、図書館カードを所持する者
    - 東伊豆町、河津町、南伊豆町、松崎町、西伊豆町、沼津市
- 貸出規則[1]
  - 図書12冊を2週間貸し出し可能
  - 雑誌、視聴覚（DVD）は2点まで1週間貸し出し可能